# Cephaloleia teutonica
Cephaloleia teutonica es un coleóptero de la familia Chrysomelidae.
Fue descrita científicamente en 1937 por Uhmann.